# Batallón Dombás
El Batallón Dombás es una unidad militar ucraniana de voluntarios, perteneciente a la Guardia Nacional de Ucrania, subordinada a su vez al Ministerio del Interior de Ucrania, con sede en la ciudad de Severodonetsk. Sus comienzos datan de la primavera de 2014, cuando comenzó la formación de la unidad al mismo tiempo que las protestas prorrusas se extendían por Ucrania —en respuesta a su vez al «Euromaidán» acontecido meses antes. Creada por el comandante de la Guardia Nacional, Semén Seménchenko, en sus comienzos actuaba como una fuerza paramilitar independiente, pero pronto quedó integrada en la Guardia Nacional como «2º Batallón de Propósito Especial Dombás», rol que mantuvo entre junio de 2014 y octubre de 2016, cuando la mayoría de su personal fue desmovilizado, momento en el que empezó a autodenominarse «como una organización no estatal de voluntarios de defensa de Ucrania».
Sus combatientes han luchado junto a otras milicias y las Fuerzas Armadas de Ucrania en el este del país contra los independentistas prorrusos auxiliados por Rusia en las líneas de frente de aquellos territorios que el gobierno ucraniano denomina «territorios temporalmente ocupados»; se puede destacar su participación en las batallas de Ilovaisk (2014) y Debáltsevo (2015). Según numerosos informes y testimonios, el batallón cometió durante su participación en la guerra del Dombás numerosos crímenes y violaciones de los derechos humanos —extorsiones, violaciones y robos violentos— especialmente contra la población civil ucraniana. Una misión de la ONU en el país documentó también casos de malos tratos y tortura.

## Historia

### Antecedentes
A principios de marzo de 2014, cuando los sentimientos separatistas estallaron en Donetsk, se creó Samooborona (Autodefensa) de la provincia de Donetsk por los patriotas de Ucrania, vecinos de la provincia de Donetsk, para proteger mítines pro-ucranianos en respuesta a los llamamientos a la creación de la llamada República Popular de Donetsk e impedir la violencia de parte de servicios especiales rusos y separatistas respecto a los ciudadanos de Ucrania. El jefe de la Sede de Samoborona fue Semén Seménchenko, y algunos de sus participantes se convirtieron en el futuro fundamento del batallón “Dombás” (referencia a la entrevista de “Spilno TV”, video WaisNews Velyka Novosilka). El jefe de policía de la provincia de Donetsk, el mayor general Román Románov, entregó los poderes a los separatistas, y el líder del estado de ánimo prorruso en Dombás, Pável Gúbarev se hizo cargo de la construcción de la administración regional de Donetsk, lanzando partidarios del "mundo ruso".
Samooborona de Dombás logró de los líderes de la región y del comisariado militar, la decisión de crear un batallón de defensa territorial. El 15 de abril, se inició el reclutamiento de voluntarios y oficiales en la nueva unidad, que se llamó batallón “Dombás”. Grupos de voluntarios, una fundación caritativa del batallón, voluntarios y ucranianos de todo el país enviaban ayuda y dinero para el abastecimiento técnico-material de la unidad. El batallón recién formado se basó en la provincia de Dnipropetrovsk. Los ciudadanos con armas oficialmente registradas eran invitados a las filas.

### Formación armada no estatal (abril de 2014 – junio de 2014)
En marzo de 2014, se creó un destacamento de autodefensa de la provincia de Donetsk. Después de las primeras batallas, se anunció la formación de batallón de voluntarios “Dombás”. El comandante del destacamento fue Semén Seménchenko, quien anunció el reclutamiento de voluntarios para las filas de la unidad en su página de Facebook. En unos pocos días, aproximadamente 600 voluntarios se inscribieron en el batallón “Dombás”, y desde finales de abril, la unidad comenzó sus actividades en la provincia de Donetsk. Brindaban asistencia en el movimiento de activistas que estaban en peligro. Recopilaban información sobre los coordinadores de mítines y puntos de control prorrusos. Entonces, los líderes del batallón crearon grupos de contraataque, inteligencia, advertencia y escolta.
El 1 de mayo, la subdivisión participó en la primera operación de captura y destrucción de puestos de bloqueo de mercenarios rusos. El batallón "Dombás" destruyó con éxito el puesto de bloqueo separatista en Krasnoarmiysk. Se incautaron tres armas de fuego AK-47 y se capturaron 15 militantes.
Al comandante del batallón se le ofreció un lugar para ubicar la base en Novopidgorodniy en la frontera de la provincia de Dnipropetrovsk con la provincia de Donetsk. Después de la destrucción exitosa del puesto de bloqueo en Krasnoarmiysk, el personal regresó a su base oficial. Unas horas más tarde, los mercenarios rusos que vinieron en tres autobuses hicieron un intento de asaltar la base de Dombás. Los combatientes de Dombás solo tenían varios cañones de pequeño calibre, un rifle viejo y varias granadas. El intento de asalto resultó ser inútil, ya que un helicóptero militar vino para ayudar a los voluntarios. Los atacantes se asustaron y se escaparon.
El 11 mayo, la subdivisión del batallón Dombás se dislocó en Mariúpol y se dedicó a la vigilancia de la ciudad. Los combatientes de la subdivisión participaron en la liberación de la base militar de la Guardia Nacional de Ucrania.
El 14 de mayo, apareció información sobre la incautación de separatistas del distrito de Velyki Novosilky de la provincia de Donetsk. Entró el comando local del distrito y la policía. Los mercenarios rusos del Batallón Vostok planificaron un ataque a Novosilka. Después de que “Dombás” decidió ir a Donetsk después del ataque, se negaron.
El 15 de mayo de 2014, se formó una subdivisión que realizó la operación de liberación del territorio de los grupos diversivos del enemigo. La operación se llevó a cabo en el centro del distrito – Velyka Novosilka, durante dicha operación del edificio de la administración pública se quitó la bandera de la autodenominada República Popular de Donetsk y se subió la bandera de Ucrania, así mismo se recuperó el control de la región. El trabajo educativo se llevó a cabo con policías, quienes entregaron el departamento de policía local a mercenarios rusos. El distrito fue tomado bajo la protección del batallón Dombás, los residentes del distrito de Velyki Novosilky fueron elegidos para el puesto de presidente del distrito, y las células del prorruso Partido de las Regiones y "Comunistas" fueron disueltas a la fuerza.
El 21 de mayo de 2014, el comandante del batallón, Semén Seménchenko, llamó "traidores" a la parte de los empleados de la inspección estatal de tráfico de Ucrania en la provincia de Donetsk, que estaba al lado de la República Popular de Donetsk y llevaba un servicio conjunto con los combatientes de la República Popular de Donetsk en los puestos de control, acompañaba las columnas de vehículos y custodiaba los edificios administrativos. Les exigió durante el día, hasta el mediodía del 22 de mayo, que entregaran sus armas y abandonaran la provincia de Donetsk, amenazando con la destrucción física en caso de una cooperación continua con la República Popular de Donetsk.
El 21 de mayo, por la fuerza del batallón se tomó el control de los edificios de la administración de los cuatro distritos: Velyki Novosilky, Volodarsk, Dobropolsk y Oleksándrivka. La protección de los centros de votación permitió que las elecciones presidenciales de Ucrania de 2014 se celebraran con normalidad.
Del 22 de mayo, otros distritos electorales de la provincia fueron tomados bajo control.
“Lo hacemos para prever el posible terrorismo, provocaciones en las locales de comisiones electorales, robos de formularios de votación, para garantizar, que los miembros de las sociedades no se encuentren bajo presión. Ahora nuestra tarea principal consiste en el abastecimiento de la máxima seguridad de los ciudadanos de dichas regiones durante las elecciones presidenciales. Teniendo en cuenta las acciones, tomadas para la defensa de la provincia de Donetsk y abastecimiento de derecho, orden y paz para los vecinos de Dombás, una mayor cantidad de regiones se hace realmente segura” – indicó Semen Semenchenko.
El 22 de mayo de 2014, Seménchenko declaró la recuperación de control en el distrito de Volodarsk.
El 23 de mayo, la subdivisión realizó la operación de asalto de las regiones de fortalecimiento, pero cayeron en una emboscada cerca de Kárlivka. 25 combatientes lucharon contra el enemigo, la compañía del batallón “Vostok”. Cinco combatientes de Dombás fallecieron en la batalla, 6 combatientes resultaron heridos, los mercenarios rusos perdieron 11 personas. Según Semenchenko, la pérdida del batallón Dombás ascendió a 4 personas fallecidas, una persona murió a causa de heridas, algunas personas fueron capturadas.

### Batallón de operaciones especiales de la Guardia Nacional de Ucrania (junio de 2014 – octubre de 2016)
Después de la batalla de Kárlivka, los líderes del batallón Dombás entendieron, que los mercenarios rusos en Dombás tenían no solo rifles, sino también armas pesadas. Además, los acontecimientos previos demostraron que el liderazgo de las Fuerzas Armadas de Ucrania no proporcionaba asistencia a los destacamentos partisanos de Ucrania. Las unidades de las Fuerzas Armadas, ubicadas a 5 km de Kárlivka, no acudieron en ayuda de voluntarios ucranianos. En este sentido, el comandante del batallón Dombás Semén Seménchenko aceptó la propuesta del ministro de Asuntos Internos Avákov de unir al batallón a la Guardia Nacional de Ucrania. Fue para dar la oportunidad de armar al batallón, darle estatus legal y la oportunidad de coordinar con las unidades de las Fuerzas Armadas, Guardia Nacional y Ministerio Interior.

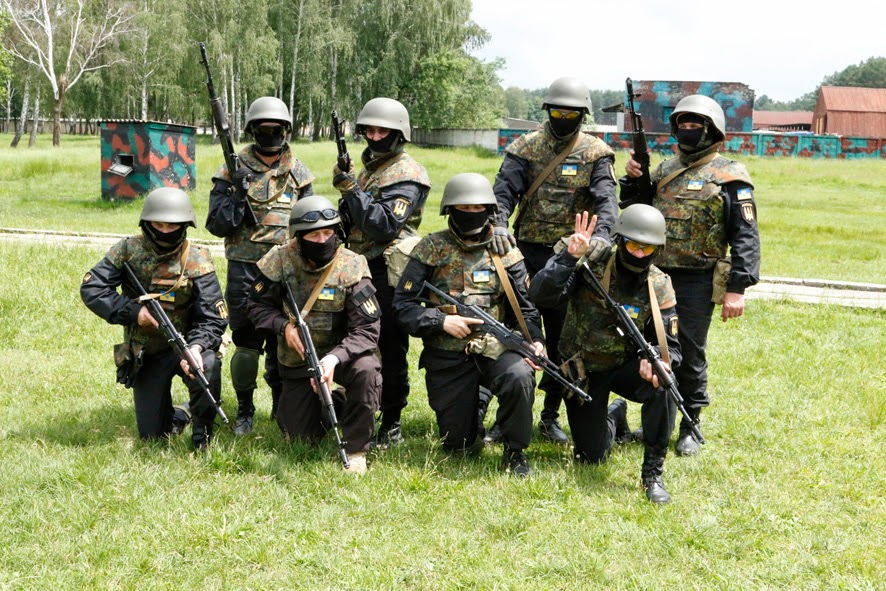
Grupo de entrenamiento del Batallón Dombás cerca de Kiev (2014).

El 1 de junio, el comandante de batallón Dombás Semén Seménchenko habló en la reunión nacional en el Maidán, donde invitó por primera vez a entrar en la unidad para defender la integridad territorial de Ucrania. El primer día del reclutamiento de voluntarios en el polígono de Noví Petrivtsi de la base militar n.º 3027 llegaron 600 personas. Después de esto, se llevaron a cabo varias reuniones de voluntarios en el Maidán. Durante una de estas reuniones el 8 de junio, 10 soldados del Regimiento del Presidente expresaron su deseo de unirse a las filas del batallón.
El 3 de junio, mientras se tomó la decisión de envío de batallones de voluntarios a la operación antiterrorista, se pidió al Batallón Dombás que hiciera vigilancia al lado de la Rada Suprema, ya que los cuerpos internos no podían garantizar la protección parlamentaria. El batallón Dombás proporcionó al Parlamento la protección contra los posibles actos terroristas. Los combatientes de Dombás, se pusieron de cara al edificio de la Rada Suprema y de espalda a la gente, demostrando de tal manera que estaban al lado del pueblo. 
El 29 de junio, el comandante Semenchenko hizo un discurso en la Reunión Nacional en el Maidán, donde rogaba realizar la sustitución y reformación completa de los organismos del poder y entidades del estado. Se proclamó la formación del punto de movilización en la plaza Nezalézhnosti (Maidán), donde llegaron miles de voluntarios para inscribirse en las filas del ejército. Después de la Reunión los voluntarios del batallón Dombás se dirigieron a la Administración del Presidente. Los voluntarios del batallón, encabezados por su comandante Semen Semenchenko, requirieron el cese de la “paz” con los ocupantes rusos. El Presidente Poroshenko aseguró a los futuros militares de que en poco tiempo tendrían la posibilidad de dirigirse a la zona de la operación antiterrorista y defender su Patria. 
Mientras se tomó la decisión de envío de batallones de voluntarios a la operación antiterrorista, se pidió al Batallón Dombás que hiciera vigilancia al lado de la Rada Suprema, ya que los cuerpos internos no podían garantizar la protección parlamentaria. Tal y como lo deberían hacer los activistas y voluntarios, los combatientes del batallón Dombás se pusieron de cara al edificio de la Rada Suprema y a espalda a la gente, demostrando de tal manera que estaban al lado del pueblo.
El 4 de junio de 2014, en la ciudad de Izium se celebró el consejo de administración política, militar y policíaca de Ucrania acerca de la coordinación de las acciones de batallones voluntarios Dombás y “Azov” con otras subdivisiones militares, en la que participó el Jefe de la Rasa Suprema de Ucrania Oleksandr Turchínov, el ministro de asuntos internos de Ucrania Arsén Avákov, los representantes de departamentos policíacos, así como los comandantes de ambos batallones.
En dicha reunión se demostraron ejemplares de vehículos blindados modernos fabricados por la fábrica Mályshev: vehículos de combate blindados "Dozor", que estaban previstos para equipar al batallón Dombás. Semenchenko dijo que con tales vehículos blindados estaba dispuesto a liberar Donetsk. Sin embargo, durante todos los años subsiguientes de la guerra, el batallón Dombás no recibió dicho equipamiento.
Después de la reunión militar en Sloviansk, se decidió el envío del batallón Dombás a la zona de la operación antiterrorista. Pero a la unidad no se le proporcionaron vehículos, ni combustible para el transporte, ni municiones militares adecuadas. A la llamada del comandante de la unidad Semen Semenchenko, los voluntarios, empresarios y ciudadanos corrientes reunieron todo lo necesario y el batallón Dombás logró ir al frente. 
El 4 de julio de 2014, la primera compañía de asalto del batallón Dombás participó en la operación de liberación de Mykoláivka de la provincia de Donetsk. Inmediatamente después de esta operación, comenzó el retiro de los mercenarios rusos de Sloviansk. La primera persona que proporcionó información de que se podía llegar a la ciudad fue un voluntario del batallón Dombás Yaroslav Markévych, quien encabezó un grupo de aviones no tripulados.
Los combatientes del batallón, ubicados en Artémivsk, tomaban medidas activas para liberar a la ciudad de los mercenarios rusos, detectando ataques nocturnos de militantes, construyendo puestos de control dentro y fuera de la ciudad, así como realizando operaciones de la liberación del territorio. Las unidades del batallón proporcionaban patrullas de los alrededores de Artémivsk y Hórlivka.
El 8 de julio, una de las compañías del batallón Dombás llegó a la zona de la operación antirerrorista en la provincia de Donetsk.
El 11 de julio, el grupo de exploración de batallón Dombás en las afueras de Artémivsk entró en la batalla con los mercenarios rusos, que habían rodeado el puesto de bloqueo. En el combate un vehículo turístico fue destruido, 2 combatientes del batallón resultaron heridos, 7 combatientes fueron asesinados y varios heridos. Como resultado de la batalla, la posición de los mercenarios rusos fue destruida, y se vieron obligados a retirarse. Al final de la lucha, los soldados del batallón Dombás liberaron el territorio, durante esta operación se descubrió la base del enemigo y se adquirió una cantidad significativa de armas.
El 18 de julio, los combatientes del batallón llevaron a cabo el combate con los mercenarios rusos en la ciudad de Popasna. En la batalla, 2 combatientes del batallón fallecieron, 6 resultaron heridos, del lado de los militantes murieron 7 personas.
El 18 de julio, los combatientes del batallón llevaron a cabo el combate con los mercenarios rusos en la ciudad de Popasna. En la batalla, 2 combatientes del batallón fallecieron, 6 resultaron heridos, del lado de los militantes murieron 7 personas.
El 19 de julio, se tomó la decisión de la formación de un batallón de voluntarios de operaciones especiales “Krym”, y ya el 21 de julio el comandante de batallón Dombás inició el reclutamiento de voluntarios a la nueva subdivisión. Se planeó que después de la liberación de Dombás de los mercenarios rusos, el batallón "Krym" participaría en la liberación de Crimea de la ocupación rusa. 
En julio de 2014, la unidad se transfirió al servicio civil y se reorganizó en un batallón de la Guardia Nacional de Ucrania (GNU), bajo el control del Ministerio del Interior de Ucrania. En ese momento, los combatientes de la subdivisión tenían el estatus de reservistas de la GNU. Legalmente, los líderes de GNU no tenían derecho de disponer del personal de la unidad al frente y de transportar armas. Sin embargo, durante la campaña de verano de 2014, el personal de la unidad no tuvo conocimiento de esto, lo que posteriormente permitió a las autoridades penales utilizar este delito para cometer represión contra voluntarios.
El 22 de julio de 2014, mediante las fuerzas del batallón Dombás la ciudad de Popasna de la provincia de Luhansk fue liberada de la ocupación rusa. El 24 de julio, el batallón Dombás junto con la 24.ª Brigada de las Fuerzas Armadas de Ucrania realizó un asalto a Lysychansk. Gracias a esta operación, la ciudad de Lysychansk de la provincia de Luhansk fue reconquistada. Después de la liberación de la ciudad, los mercenarios rusos dejaron un gran almacén de armas en la fábrica de vidrio de Lysychansk. Así mismo, se encontró una gran cantidad de ayuda humanitaria y alcohol. También durante el asalto del 20 de julio, 23 mercenarios con ciudadanía rusa fueron capturados. Algunos de ellos eran de la nacionalidad chechena. Otros 5 mercenarios rusos fueron capturados el 21 de julio, incluidos ciudadanos rusos e israelíes”.
El 10 de agosto de 2014, el batallón Dombás participó en el primer asalto de Ilovaisk. El objetivo principal consistió en la reconquista de la ciudad, destrucción de las zonas de fortalecimiento y los puntos de control y expulsión de los mercenarios rusos de la ciudad. Aunque el batallón Dombás cumplió con sus objetivos, el plan de reconquistar de la ciudad de los mercenarios rusos fracasó debido al incumplimiento de la tarea militar por las unidades adyacentes, lo que provocó el asalto y el ejército sufrió pérdidas, por lo tanto, para evitar nuevas pérdidas, las fuerzas de la operación antiterrorista se apartaron de las posiciones anteriores. En el curso de la lucha, fallecieron cuatro combatientes del batallón Dombás.
Del equipamiento prometido a batallón Dombás, solo se le facilitó un vehículo de combate de infantería, y en el balance general del batallón se encontraba el camión KRAZ blindado por los voluntarios. Entre otros "equipos especiales" había dos carros recolectores, que los combatientes de Dombás adquirieron de los mercenarios rusos en los primeros minutos de la batalla. En consecuencia de la operación, los batallones voluntarios acusaron al Ministerio de defensa de Ucrania en falta de apoyo necesario en abastecimiento de armamento pesado.
El 17 de febrero de 2014, junto con otras subdivisiones el batallón Dombás volvió a participar en el asalto de Ilovaisk. La subdivisión entró en la ciudad y ocupó las posiciones en la escuela municipal n.º 14 cerca de la estación ferrocarril, cumpliendo con la tarea planteada. Pero las unidades adyacentes volvieron a incumplir con sus obligaciones. 
En el informe provisional de la Comisión de Investigación Interina de la Rada Suprema para investigar los trágicos eventos de Ilovaisk, se estableció que:

"Sí, a las 5 de la mañana del 17 de agosto, el General Yarovyi S.A. y el batallón Dombás llegaron al punto de recolección e inmediatamente comenzaron la tarea. El batallón "Dnipró-1" llegó unas horas más tarde. Los batallones “Azov” y “Shakhtarsk” no llegaron, pues sus comandantes declararon que no había nuevos refinamientos que eran de su interés y que estarían disponibles el lunes (18 de agosto). El batallón Dombás con el apoyo de 6 vehículos de combate de infantería de la compañía del capitán Koshuba fueron a realizar tareas sin el apoyo planificado en los tres lados".

El 19 de agosto de 2014, el comandante del batallón Dombás, Semén Seménchenko, resultó herido durante el asalto a Ilovaisk, recibiendo lesiones en estallido. Durante los 10 días próximos, la lucha feroz no cesó.
El 29 de agosto de 2014, al salir de Ilovaisk a través del “Paso Verde”, el grupo militar ucraniano cayó en una emboscada y el ataque del ejército regular ruso. En el momento de la salida de la llamada “Caldera de Ilovaisk”, se capturaron 98 soldados de la unidad. Más de 100 combatientes de la unidad resultaron heridos. En total, según las cifras oficiales reportadas durante la lucha por Ilovaisk y la salida del “Paso Verde”, murieron 366 soldados, 249 resultaron heridos y 158 desaparecidos.
Durante los meses de septiembre, octubre y noviembre, la plantilla del batallón fue retirada de la zona de la operación antiterrorista y se dedicó a la preparación militar. Una parte de combatientes se dirigió a la ciudad de Zólochiv para el paso de capacitación de sargentos. En septiembre el batallón recibe una gran cantidad de voluntarios y trabaja en el territorio del polígono 93 en la población de Cherkaske de la provincia de Dnipropetrovsk el campamento de capacitación militar, que cuenta con aproximadamente 300 novatos. A finales de octubre, la plantilla del batallón junto con los novatos se relocaliza a la provincia de Kiev para el paso de entrenamientos con los instructores y preparación militar. 
Dentro de este período, el batallón no pudo salir a la zona de acción militar para el cumplimiento de sus tareas por estar en cautiverio de los mercenarios rusos, había alrededor de 100 combatientes de la unidad que fueron capturadas durante la salida de “Caldera de Ilovaisk”. La salida de la unidad al frente podría significar la pérdida definitiva de los cautivos.
El 18 de noviembre, se produce la primera rotación del batallón Dombás a Myrna Dolyna de la provincia de Luhansk con el objetivo de la alternancia en el punto de apoyo de la compañía para apoyar el trabajo de las Fuerzas Armadas de Ucrania. El batallón se dedica a la liberación de mercenarios del ejército ruso y al apoyo de la 24 Brigada mecanizada particular en la carretera de Bajmut. El 15 de diciembre se realiza la segunda rotación.
Del 15 al 25 de diciembre de 2015, el batallón Dombás organizó el bloqueo de convoyes humanitarios de Akhmétov a los territorios ocupados con el fin de acelerar el proceso de intercambio de prisioneros, bloqueando por los grupos móviles las carreteras en la provincia de Luhansk en una dirección peligrosa para el tanque. Las divisiones voluntarias "Dnipro-1", "Pravyi Sector" y "Aidar" participaron en la implementación de las tareas. Además, se bloqueó el suministro de productos de tabaco y alcohol a mercenarios rusos. El comandante del batallón Semen Semenchenko acusó a la Fundación de Renat Akhmétov de suministrar productos alimenticios y municiones militares a los combatientes de Territorios de Donetsk y Luhansk con régimen especial de autogobierno local, que fueron encontrados en los carros. La operación obtuvo el resultado: en consecuencia del bloqueo, después de las negociaciones del 26 de diciembre, 97 soldados del Batallón Dombás fueron liberados del cautiverio de mercenarios prorrusos, que fueron capturados durante la salida de Ilovaisk.
El 11 de enero de 2015, el batallón Dombás salió con una marcha en Kiev exigiendo el envío inmediato de la unidad a la zona de combate para llevar a cabo sus funciones allí. Una columna de voluntarios llegó al Ministerio Interior y rodeó el edificio.
También le pedimos al ministro de Asuntos Internos de Ucrania, Arsén Avákov, que apoye a los combatientes del batallón Dombás, en primer lugar, en términos de enviarnos a la zona de la operación antiterrorista, donde podemos combatir efectivamente con los grupos de sabotaje y reconocimiento", dijo el comandante del batallón Dombás Semen Semenchenko.
En aquel entonces, inició una campaña propagandista activa, destinada a la eliminación de la subdivisión. De tal manera, en enero de 2015, las personas expulsadas de la plantilla de batallón por motivo de ciertas infracciones y falta de profesionalismo, se pusieron a acusar al comandante del batallón Semenchenko en los delitos y errores inventados. Sin embargo, la mayoría del personal tuvo desconfianza de las acusaciones falsas. 
“cada uno de nosotros quiere evitar la destrucción y liquidación posterior del batallón. Hay mucha gente dispuesta a combatir, nuestros muchachos siguen siendo parte de la lista de prisioneros. Por lo tanto, no hay discrepancia en el batallón y no la habrá. A la mayoría no le importa, si seguirá siendo Semenchenko el combatiente, o no. Sea como sea nuestra aptitud a Semenchenko, nuestro batallón siempre estará asociado con él. Nadie expresará seriamente la desconfianza a Semen y, además, organizará un levantamiento ", así lo comentó el combatiente del batallón Dombás.
El 13 de enero de 2015, dos campañas del batallón se dirigieron a la zona de la operación antiterrorista. Pero el equipamiento prometido, facilitado al batallón antes de la partida, resultó no apto para el cumplimiento de tareas militares. En este período, el batallón cumplió las tareas bajo el control de la Sede de la 24 Brigada mecanizada particular. El 27 de enero, a la dislocación militar de la unidad llegó una rota del batallón después de la rotación anticipada.
El 31 de enero, el comandante del batallón Semen Semenchenko participó en el desbloqueo del batallón “Svítiaz” y recibió una contusión.
En enero febrero de 2015, el batallón Dombás participó en las batallas en la plaza de armas de Debáltseve como en la operación de asalto de regiones de fortalecimiento de los mercenarios rusos. Están operando equipos anti-desviación y asalto. Durante la lucha por Vuhlehirsk el 1 de febrero, la unidad perdió a cuatro combatientes. El 9 de febrero, las unidades de las Fuerzas Armadas de Ucrania, en cooperación con el grupo anti-desviación del batallón Dombás, no permitieron que los mercenarios rusos tomaran el control de la línea Debáltseve-Artémivsk. El 12 de febrero, una parte de las Fuerzas Armadas de Ucrania participó en el asalto de Lohvýnove y desbloqueó la carretera Artémivsk-Debáltseve, las celdas de resistencia restantes fueron suprimidas; las partes del batallón Dombás llevaban a cabo el barrido de la aldea y la sección adyacente de la carretera. El 13 de febrero por la mañana, cerca del Lohvýnove se detuvo la liberación por parte del batallón Dombás - después de la retirada de las unidades de las Fuerzas Armadas de Ucrania con vehículos blindados, los militantes lanzaron contraataques con 7 soldados blindados, la intensidad de los combates aumentó. En las batallas por Lohvyne, con el objetivo de pelotar al enemigo el batallón Dombás destruyó un tanque y un vehículo de combate blindado, mató a tres soldados y cuatro resultaron heridos. En general, al mediodía del 13 de febrero los combatientes del batallón Dombás y Fuerzas Armadas de Ucrania eliminaron alrededor de 50 militantes y 17 mercenarios rusos fueron capturados, y posteriormente transferidos al Servicio de Seguridad de Ucrania para su intercambio. El batallón Dombás y las Fuerzas Armadas de Ucrania mantuvieron “el camino de vida” en paralelo a la pista de campo. No dejaban de disparar, pero las columnas estaban pasando. En algunos puntos, la situación fue complicada y los combatientes tenían que luchar estando casi completamente rodeados por el enemigo. Los soldados del batallón Dombás adquirieron el vehículo de combate de trofeo MT-LB del enemigo y un mortero de 122 mm.
El 15 de febrero, la compañía del batallón Dombás participó en la operación de destrucción de regiones de fortalecimiento de los mercenarios rusos y entró en Shyrókyne, pero fue llevada a la emboscada de los militantes porque el conductor "se equivocó de dirección". En el curso de la batalla, tres soldados del batallón murieron, tres resultaron heridos, uno murió a causa de heridas fatales más tarde. Durante los combates de Shyrókyne del 15 al 16 de febrero, murieron más de 100 personas de grupos armados ilegales, 10 unidades de vehículos blindados fueron liquidadas por las unidades de Dombás, “Azov” y las subdivisiones de las Fuerzas Armadas.
El 16 el febrero, por la noche los militares ucranianos consiguen expulsar a personas armadas no identificadas como oficiales de las Fuerzas Armadas, desde una de las dos alturas gobernantes cerca de Shyrókyne. Un poco antes, 14 combatientes del batallón Dombás pudieron escapar del asedio en Shyrókyne no por personal militar ucraniano. El 18 de febrero, cerca de Shyrókyne, habiendo ocupado un edificio residencial de varios pisos en la víspera del día, una subdivisión, que el Servicio de Seguridad de Ucrania lo definió como terroristas con un chapoteo de lansquenetes de un estado vecino, comenzaron a bombardear posiciones de Ucrania con dos morteros. Dos horas más tarde, un grupo armado ilegal fue eliminado por las tropas ucranianas y comenzó a dirigirse a Novoazovsk. Otro grupo armado ilegal, como resultado de las acciones de las tropas ucranianas, se dirigió al noreste, desde las afueras del este de Shyrókyne al amparo de dos tanques, uno de los tanques fue instalado, evacuado por retirada. Ese día, un representante de la inteligencia ucraniana informó que Shyrókyne estaba sosteniendo proyectiles de fuego y mortero y tanques de unidades armadas ilegales, el 16 de febrero por la tarde, un soldado murió y cuatro resultaron heridos en el pelotón de batallón Dombás; el 17 de febrero por la noche, una columna de batallones cayó en una emboscada y tres soldados fueron asesinados. El 7 de marzo, los combatientes del batallón detectaron el grupo diversivo de exploración de las fuerzas especiales rusas. Durante la batalla, tres mercenarios fueron asesinados y otros militantes se incautaron. Con el fin de sacar a sus mercenarios rusos abrió fuego un tanque. Cuando el ataque fue rechazado, falleció un soldado del batallón Dombás. El 9 de marzo, el batallón Dombás con el apoyo del 37 batallón de las Fuerzas Armadas de Ucrania, estaba liberando la costa del mar y eliminando a los invasores de las posiciones costeras y ocupando una posición dominante que bloqueaba la salida a la parte trasera del batallón. Durante la operación, 1 combatiente fue ligeramente herido. Se destruyeron 15 invasores. El tanque "Azov" fue puesto en batalla, esfuerzos conjuntos del vehículo de combate blindado de la llamada "República Popular de Donetsk". Otro combatiente de Dombás tuvo una conmoción cerebral. El 9 de abril, las acciones conjuntas del regimiento “Azov” y el batallón Dombás durante la respuesta al fuego del ataque mercenario ruso destruyeron los cuarteles de unidades armadas ilegales en Shyrókyne. El 25 de abril, después del bombardeo en el asentamiento de Shyrókyne del vehículo de ambulancia, murió en camino al hospital un combatiente herido del batallón Dombás. El 2 de mayo, en Shyrókyne, la lucha continuó, la ofensiva de los combatientes recibió respuesta de los combatientes del batallón Dombás e tres militares resultan heridos. Durante un tiroteo a las 13:05 una escopeta hirió a un combatiente del batallón Dombás. El 3 de mayo, durante los combates en Shyrókyne, murió otro soldado del batallón Dombás. El 24 de mayo, en Shyrókyne, un soldado del batallón Dombás fue asesinado y uno más fue herido. Desde el 25 de mayo hasta el 26 de mayo, la compañía contra tanque del batallón Dombás se destruyó el camión KamAZ con infantería e combatientes de infantería - por la noche un combatiente del batallón fue herido; en respuesta, se suprimieron los puntos de fuego del enemigo. El 19 de julio los combatientes del batallón Dombás en Shyrókyne cerca de Mariúpol, adquirieron de los mercenarios rusos un vehículo de combate de infantería-2, que tenía la oruga desgarrada y la óptica golpeada. El vehículo de combate de infantería fue transportado a la ubicación del ejército ucraniano.
Durante el período del mayo a julio del año 2015, en Mariúpol se celebran mítines contra la llamada desmilitarización de Mariúpol, que significaría la eliminación total del ejército de la primera línea de defensa de Shyrókyne en el marco de Protocolos de Minsk. No se llevó a cabo la desmilitarización, sin embargo, a finales de julio de 2015 el batallón Dombás fue retirado de la alternancia en las posiciones de la frente en Shyrókyne. En vez de los batallones de voluntarios Dombás y “Azov”, que habían eliminado a los ocupantes de Shyrókyne y del febrero a julio de 2015 mantuvieron dignamente las posiciones, se asignó la subdivisión de los fusileros navales de las Fuerzas Armadas de Ucrania.
Del octubre de 2015 al marzo de 2016, el batallón Dombás hizo turno en los puestos de bloqueo de la tercera línea de defensa cerca de Mariúpol y Berdyansk. 
Del marzo de 2016 a abril de 2016, una parte significativa del batallón Dombás fue desmovilizada, sirviendo en calidad de movilizados durante un año natural, por el motivo de falta de deseo de continuar el servicio en la tercera línea de defensa. Una parte de los combatientes se quedó en la subdivisión teniendo esperanza de que en futuro podrían combatir en la primera línea de defensa.
Después del mes de abril de 2016, el batallón hizo turno en los puestos de bloqueo en la zona de Mariúpol y vigiló la costa del mar de Azov.
A principios de agosto de 2016, más de 160 soldados del batallón llegaron al campo de entrenamiento militar al polígono de Stare de la provincia de Kiev (base militar 3070), con el propósito de la preparación militar. Otra compañía del batallón se quedó en Mariupol y se estaba preparando para su liberación en la reserva, ya que el batallón fue sacado de la zona de combate.
A mediados de septiembre, del polígono de Stare la plantilla fue transmitida a Sloviansk de la provincia de Donetsk (base militar 3035). Una parte de combatientes se trasladó a la jurisdicción de la base militar 3057 de Mariúpol.
Según la orden del comandante de la Guardia Nacional de Ucrania sobre la reducción del personal en la unidad militar 3057 (a finales de agosto de 2016), se eliminó el batallón de operaciones especiales Dombás. El personal fue liberado en las medidas de organización y dotación de personal el 19.09.2016. El 26 de septiembre de 2016, los oficiales del batallón fueron transmitidos a la reserva.

### Desde el mes de octubre de 2016 hasta el momento dado es la organización no estatal de voluntarios de defensa de Ucrania

#### Cuerpo interno de batallón Dombás
Después de la desmovilización de la mayoría del cuerpo de Batallón de operaciones especiales Dombás de la Guardia Nacional de Ucrania en reserva en el año 2016, encabezados por el comandante de honor de batallón Dombás Semen Semenchenko y el segundo comandante de batallón Dombás Anatolii Vinohrodskyi, forman el Cuerpo interno del batallón Dombás como la organización cívica, y un poco más tarde como la organización no estatal de voluntarios “Batallón de voluntarios Dombás, donde se transmite la bandera de combate. La organización consta de combatientes desmovilizados del batallón para la participación y realización de la actividad cívica, destinada a la protección de la población de actos ilegales de “Titushki”, organismos policíacos y lucha contra la corrupción. En verano de 2016 el Cuerpo interno participó en múltiples campañas contra las construcciones ilegales en Kiev, contra la eliminación ilegal de plantaciones de árboles de Kiev y sus afueras; se dedicó a la defensa de objetos de negocio y empresas agrarias de conquistas delincuentes, protección de la población de “Titushki” [118], descubrimiento de acciones delincuentes de policía y colaboración entre los empleados de policía y los “Titushki”; facilitó el apoyo jurídico y médico a los prisioneros políticos, se dedicó al control civil de las audiencias judiciales en los procedimientos contra los corruptos y traidores, oponentes de Maidán y delincuentes; bloqueó la corriente ferroviaria de productos a los territorios ocupados durante el Bloqueo de comercio con los ocupantes; se dedicó a la vigilancia del campamento de protesta en la calle Hryshevskoho durante el Mitin de la reforma política.

#### Sede de liberación de patriotas
El 2 de julio durante el intento del Tribunal del barrio municipal de Pecherskyi de la ciudad de Kiev de detener al jefe de la sede del batallón “Aidar” Valentýn Lykholit, en la calle Jreshchátyk para la acción de protesta se reunieron un par de centenas de veteranos de la Guerra de Independencia y las personas públicas, que salvaron a Lykhlit y evitaron su prisión ilegal. El mismo día en la Plaza Nezalézhnosti se proclamó la creación de la Sede de Liberación de Patriotas. La tarea principal era proporcionar apoyo legal y moral a los prisioneros, voluntarios y patriotas reprimidos ilegalmente. En la reunión, durante la cual se estableció la Sede General de Liberación de Patriotas, se anunciaron tres direcciones de trabajo: prisioneros de guerra encarcelados ilegalmente, dimisión del cargo del fiscal militar a Anatolii Matios, el arresto y detención de personas que contribuyeron a la agresión de Putin contra Ucrania: en particular, Medvedchuk, Akhmétov, Boiko, Novinskyi, Efrémov, etc. Los veteranos del Cuerpo Interno del Batallón Dombás asistieron activamente a las audiencias de tribunales de voluntarios de toda Ucrania.

#### Bloqueo de comercio con territorios ocupados
El 16 de diciembre de 2016, el segundo comandante de batallón Dombás Vinohrodskyi Anatolii y el exjefe de la sede del batallón “Aidar” Valentýn Lykholit, junto con los veteranos de la Guerra de Independencia celebraron una rueda de prensa, en la que declararon  el ultimátum a los mercenarios rusos de los Territorios de Donetsk y Luhansk con régimen especial de autogobierno local y a los poderes ucranianos el bloqueo de vías comercial en los territorios ocupados en caso de incumplimiento de intercambio de los presos en el formato “todos en todos”. A mediados de enero de 2017, los veteranos del Cuerpo Interno del Batallón Dombás y los veteranos de “Aidar” se dirigieron a la zona de la operación antiterrorista con el objetivo de realización de operaciones de exploración, y ya a finales de enero se llevó a cabo la primera campaña y se detuvo el primer locomotor en la provincia de Luhansk, que iba a los Territorios de Donetsk y Luhansk con régimen especial de autogobierno local por el carbón. Posteriormente, las campañas de Bloqueo fueron atacadas varias veces por los grupos de operaciones especiales y los “Titushki”. En mayoría de los casos, los ataques se contrarrestaron. El 15 de marzo, gracias a la posición activa de los miembros del Cuerpo Interno y la exitosa organización de veteranos de otras unidades y voluntarios que apoyaron y participaron directamente en el bloqueo, el presidente de Ucrania se vio obligado a tomar una decisión para suspender temporalmente las relaciones comerciales con los territorios ocupados. “Por lo tanto, hoy, propongo al Consejo de Seguridad Nacional y Defensa que decida sobre la parada temporal de la conexión de transporte, y no solo el ferrocarril, con el territorio ocupado. Continuará hasta que los ocupantes no devuelvan a la jurisdicción de Ucrania, la producción ucraniana robada”, dijo Poroshenko en una reunión urgente del Servicio de seguridad y defensa nacional.

#### Protestas en la calle Hryshevskyi
El 17 de octubre de 2017, en la plaza Konstytutsii se inició la acción panucraniana de presión para la aprobación por la Rada Suprema de Ucrania de las leyes de creación del Tribunal Anticorrupción, modificación de la legislación electoral de Ucrania, es decir, apertura de lista de partidos, anulación de la foralidad de diputados. A la protesta se unió también el Cuerpo Interno de Batallón Dombás. Después de las violentes batallas con los policías, los miembros del Cuerpo Interno se encargaron de la vigilancia del mitin frente a las provocaciones por parte de policías. Posteriormente, después de la instalación de las tiendas, el Cuerpo Interno se dedicó a la acomodación del perímetro y vigilancia del campamento, cumplimiento de la “ley seca”, establecida en el campamento y contrarrestó varias veces los intentos de asalto del campamento.